# 129980 Catherinejohnson
129980 Catherinejohnson è un asteroide della fascia principale. Scoperto nel 1999, presenta un'orbita caratterizzata da un semiasse maggiore pari a 2,3432731 UA e da un'eccentricità di 0,2585012, inclinata di 5,41567° rispetto all'eclittica.